# Gouden rijst

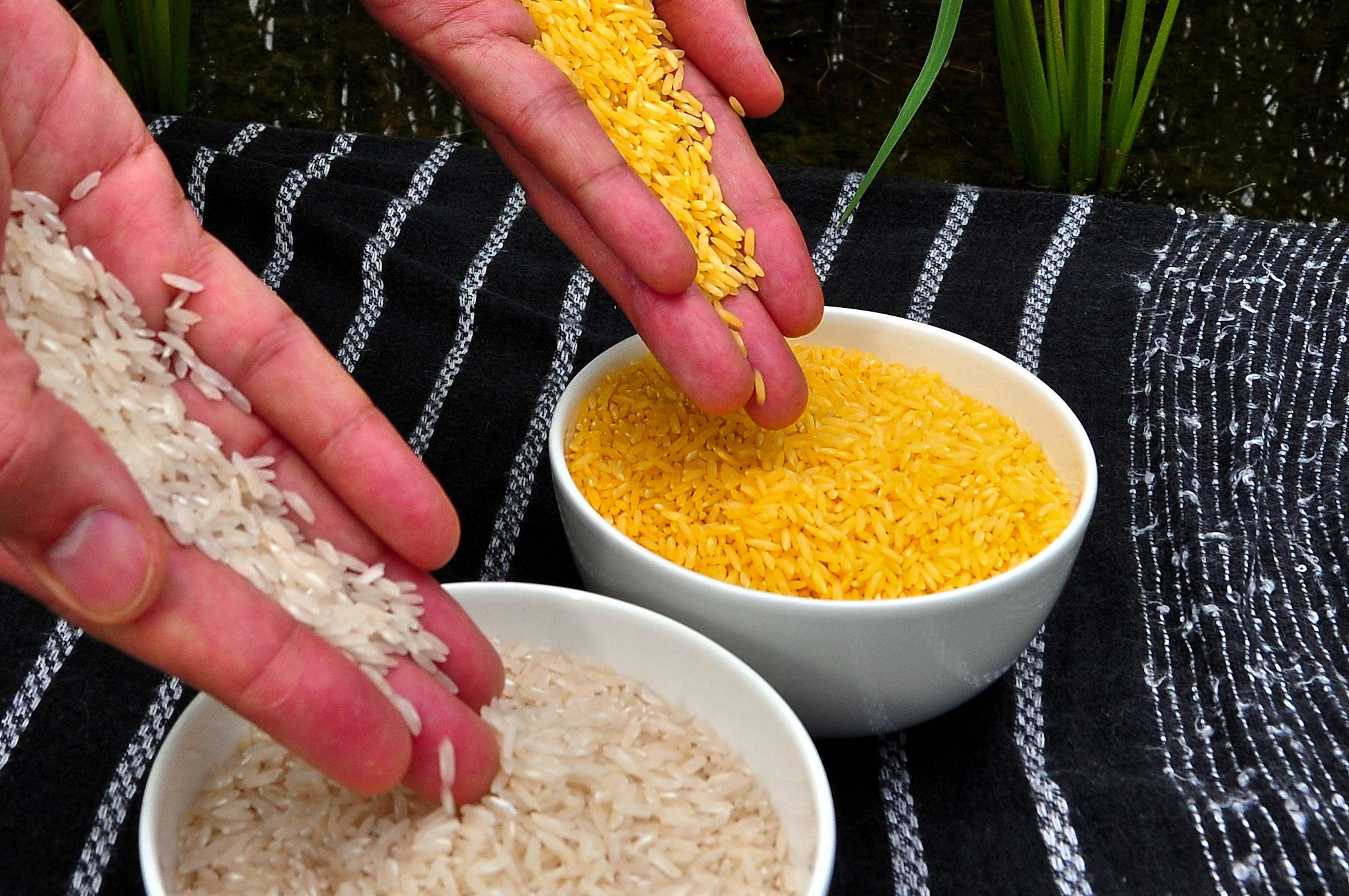
Gouden rijst (rechts), gewone rijst (links)

Gouden rijst is een rijstras dat in 1997 met behulp van genetische modificatie is gemaakt door Ingo Potrykus van het Instituut van Plantenwetenschappen aan het Zwitsers Instituut voor Technologie, samen met Peter Beyer van de Universiteit van Freiburg. Het onderzoek heeft acht jaar geduurd werd financieel ondersteund door de Rockefeller Foundation.
Het doel van de modificatie is om kinderen te helpen die lijden aan vitamine A-tekort. De eerste ontwikkelde variant bevatte nog te weinig bètacaroteen, een precursor voor vitamine A. In 2005 werd door Syngenta vervolgens een nieuwe versie ontwikkeld, nu met een maïsgen in plaats van een narcissengen. Deze zou wel voldoende bètacaroteen bevatten, tot 23 x meer.
In 2018 werd gouden rijst goedgekeurd voor menselijke consumptie in de Verenigde Staten en Canada, en door de gecombineerde voedselautoriteit van Australië en Nieuw-Zeeland.

## Doel van de modificatie
Door een tekort aan Vitamine A sterven aan het begin van de 21ste eeuw nog altijd 1 tot 2 miljoen kinderen, en raken er 500 duizend blind door hoornvliesverweking. Aangezien de meeste van deze kinderen gevoed worden met rijst, kan het ontwikkelen en verbouwen van rijst met extra provitamine A een uitkomst bieden, en is dit bovendien minder duur dan het verhogen van de consumptie van groenten of vlees. Andere voorbeelden van interventies in voedselsamenstelling om gezondheid te verbeteren zijn fluoridering en het gebruik van jodiumhoudend zout.

## Werking
Gouden rijst is zo gemaakt dat bètacaroteen in het rijst endosperm aangemaakt wordt. Bètacaroteen kleurt het endosperm geel, vandaar de naam Gouden rijst.
Het aanmaken van bètacaroteen in planten vereist de aanwezigheid van meerdere caroteen desaturases. Biosynthese van bètacaroteen werd mogelijk na de ontdekking door Peter Bramley dat het inbouwen van een enkel phytoene synthase gen van bacteriële oorsprong gebruikt kan worden om phytoeen om te zetten in lycopeen in tomaat. Daarom zijn in de eerste versie slechts drie genen in het rijstgenoom ingebouwd: psy (photoene synthase), lyc (lycopene cyclase), en ctr1 afkomstig van de bodembacterie Erwinia uredovora. Later bleek dat lyc (lycopene cyclase) al aanwezig is in rijstendosperm.

## Kritiek
Greenpeace ziet gouden rijst als het paard van Troje voor gentechnologie.
Vandana Shiva, een Indiase activist, geeft aan dat niet het vitaminetekort in de gewassen het probleem is, maar het verlies aan biodiversiteit in de voedselgewassen, die nog versterkt worden door de controle van grote bedrijven over de productie van ggo-voedsel. Door alleen te letten op het probleem van vitamine A-tekort raakt het grotere probleem van een tekort aan gevarieerd en voldoende hoogwaardig voedsel ondergesneeuwd.
Een groep van 22 wetenschappers uitte bezwaren tegen een experiment, uitgevoerd in de Verenigde Staten en China door de National Institutes of Health. De voornaamste kritiek was dat jonge kinderen gouden rijst te eten kregen, zonder dat deze eerst was getest op dieren.

## Steun
De Bill & Melinda Gates Foundation steunt het gebruik van ggo's op het gebied van landbouwontwikkeling, waaronder Gouden rijst.
In 2016 deden 107 Nobelprijswinnaars een dringend beroep op Greenpeace om de campagne tegen ggo's te staken, en in het bijzonder de campagne tegen Gouden rijst.